# Southern Airways-vlucht 242
Southern Airways-vlucht 242 was een vliegtuig van het type DC-9-31, dat op 4 april 1977 een noodlanding moest maken op een snelweg bij New Hope omdat alle motoren waren uitgevallen als gevolg van een onweersbui.
Ten tijde van het ongeluk was het vliegtuig op weg van Huntsville naar Atlanta. In totaal kwamen 70 mensen om bij de ramp, waarvan 62 inzittenden van het vliegtuig (inclusief de piloot en copiloot) en acht mensen op de grond. 22 mensen overleefden de crash, waaronder de twee stewardessen. Een passagier had de ramp aanvankelijk overleefd, maar stierf een maand later aan de gevolgen.

## Het ongeluk
De crew van vlucht 242, bestaande uit piloot Bill McKenzie en copiloot Lyman Keele, was op de hoogte van de aanwezigheid van onweersbuien en mogelijk tornado’s op hun vliegroute. Ze wisten echter niet dat de stormen zich hadden gevormd tot een buienlijn. Het vliegtuig was eerder die dag ook al door de onweersbui gevlogen en had toen enkel last van wat lichte turbulentie. Derhalve dacht de crew dat er ook nu geen problemen zouden komen.
Het weer was in de tussentijd sterk verslechterd. Het centrum van de storm lag bij Rome, Georgia, waar het vliegtuig langs moest. De bemanning plande een route met behulp van de eigen weerradar, maar interpreteerde de beelden verkeerd. De bemanning dacht zelf een route te hebben gekozen die door een wat minder zwaar deel van de storm leidde.
Toen het vliegtuig bij Rome daalde naar een hoogte van 4.300 m kwam het midden in een zware onweersbui terecht. Deze onweersbui ging gepaard met zware hagel. De hagel was sterk genoeg om de voorruit van het vliegtuig te breken en de motoren zwaar te beschadigen zodat deze ermee ophielden. De bemanning probeerde zonder succes de motoren te herstarten. Daar het vliegtuig nu enkel nog kon zweven, moest de bemanning een landingsplaats vinden binnen het gebied dat ze al zwevend af konden leggen. De luchtverkeersleiding suggereerde Dobbins Air Force Base, maar deze was te ver weg. Een andere mogelijkheid was Cartersville Airport, maar ook die bleek achteraf te ver weg. Uiteindelijk zag de crew een verlaten stuk snelweg, en besloot daar te landen. Tijdens de noodlanding kwam het vliegtuig in botsing met een elektriciteitsmast en een tankstation.
De meeste slachtoffers vielen als gevolg van de klap van de landing, de explosie na het raken van het tankstation en de brand die naderhand ontstond.

## Onderzoek van de NTSB
De NTSB onderzocht het ongeluk. Volgens hun rapport was hagel en water in de motoren de reden dat de motoren uitvielen en niet meer opgestart konden worden. Daarnaast stelde de NTSB dat het feit dat de bemanning onvoldoende op de hoogte was van het weer een belangrijke oorzaak was van het ongeluk.